# أنور مالك
أنور مالك اسمه الحقيقي نوار عبد المالك (مواليد 18 جويلية 1972م، مدينة الشريعة، ولاية تبسة)، ضابط جزائري سابق، كاتب وصحفي حالياً، ورئيس المرصد الدولي لتوثيق وملاحقة جرائم ايران. شغل منصب الامين العام لمنظمة هيومان رستارت في الاتحاد الأوربي. فر للخارج عام 2006 وحصل على اللجوء السياسي بفرنسا بعدما تعرض للسجن والتعذيب، وكانت قصة سجنه وتعذيبه من أشهر القضايا الحقوقية في الجزائر.

## سيرته
عرف بلهجته الحادة تجاه النظام الجزائري وكل الأنظمة العربية من خلال مقالاته المختلفة عبر الصحف الدولية وأشهر مواقع الأنترنت. شارك في برامج عبر القنوات الفضائية واشهرها مشاركاته الكثيرة في برنامج الاتجاه المعاكس الذي تبثه قناة الجزيرة، حيث تناظر مع جهيد يونسي (مرشح الرئاسيات الجزائرية لعام 2009 التي فاز فيها الرئيس بوتفليقة)، وتناظر أيضا مع فؤاد علام رئيس جهاز أمن الدولة سابقًا وأحد أبرز الوجوه التي حاربت الإخوان المسلمين في مصر وكان الموضوع حول التعذيب في السجون العربية.
تابع أنور مالك وزير الدولة وزعيم الإخوان المسلمين في الجزائر السيد أبو جرة سلطاني بسويسرا وتعد قضيته أول قضية تعذيب ضد مسؤول جزائري تقبل في الخارج، وكانت القضية سبب جدل كبير خاصة بعد هروب الوزير عبر الحدود البرية نحو فرنسا ومنها الجزائر في 18 أكتوبر 2009م.
ظل يثير الجدل سواء في مشاركاته عبر الفضائيات أو من خلال مقالاته، وقد أحدث ضجة كبيرة عندما قام بزيارة الصحراء الغربية نهاية جويلية 2010م ونشر تحقيقا صحفيا تحت عنوان «ثلاثة أيام في الداخلة مع شعب لا يؤمن إلا بتقرير المصير» وعبر 5 حلقات نشرتها جريدة الشروق بداية من مطلع أوت 2010م. ومنذ ذلك الحين هاجمه الإعلام المغربي، فاتّهمته صحف كبيرة بالانحياز للأطروحة الجزائرية، وأخرى اتهمته بالعودة إلى مكتبه في المخابرات الجزائرية.

## مؤلفاته
- طوفان الفساد وزحف بن لادن في الجزائر - دار أكتب للنشر والتوزيع بالقاهرة - الكتاب صادره أمن الدولة في فيفري 2008م.
- المخابرات المغربية وحروبها السرية على الجزائر - مؤسسة الشروق للإعلام والنشر - الجزائر 2011م.
- أسرار الشيعة والإرهاب في الجزائر - مؤسسة الشروق للإعلام والنشر - الجزائر 2011م.
- ثورة أمة: أسرار بعثة الجامعة العربية إلى سورية - العبيكان - السعودية 2013م.

## بعثة المراقبين
شارك أنور مالك أواخر عام 2011م في بعثة مراقبي الجامعة العربية في سوريا، لكنه أعلن انسحابه منها لاحقاً وقدَّمَ شهادة عن القمع الذي قال أن نظام الرئيس بشار الأسد يُمارسه ضد المحتجين. وقد أحدث ضجة عالمية منقطعة النظير حيث صار خبر استقالته واحتجاجه على قتل المدنيين تتسابق الفضائيات العالمية والصحف الدولية وكبرى الوكالات عليه، واعتبر المحللون أن استقالة مالك هي أخطر ضربة واجهها نظام بشار الأسد، ومن خلالها انتهت بعثة المراقبين العرب وتم تحويل الملف إلى مجلس الأمن. وتعرض أنور مالك لمضايقات كثيرة من قبل المخابرات السورية وهاجمه الإعلام الرسمي وأيضا الموالي في لبنان خاصة التابع لحزب الله. اُعتدي عليه في أبريل 2012م في تولوز بفرنسا وقدم في 25 أبريل شكوى للشرطة في فرنسا وأخرى قضائية في سويسرا متهما المخابرات السورية بتدبير الاعتداء.

## مواقفه

### مقابلة أنور مالك مع تلفزيون سيماي أزادي “الحرية” للمقاومة الإيرانية
أجرى أنور مالك، مقابلة مع تلفزيون “الحرية” التابع للمجلس الوطني للمقاومة الإيرانية “مجاهدي خلق”، تطرق فيها عن قضايا كثيرة تتعلق بالنظام الإيراني، ودوره التخريبي في المنطقة. وتحدث أيضا عن السبل الكفيلة بمواجهة مشروع هذا النظام الهدام في العالم.

### أنور مالك ضيف “الاتجاه المعاكس” عن إيران وأمريكا في عهد ترمب
كما شارك أنور مالك يوم 7 شباط 2017م في برنامج “الاتجاه المعاكس” المتعلقة بقناة الجزيرة القطرية، ومن تقديم فيصل القاسم، حول العلاقات الإيرانية الأمريكية في ترمب الرئيس الأمريكي الجديد خلفا لآوباما.
وقال أن إيران تخدم الصهيونية في كل من زمن الشاه والنظام الإيراني الحالي، وصفها بـ“دولة راعية للإرهاب”.

## وصلات خارجية
- الموقع الرسمي